# Proteobacteris
Els Pseudomonadota forma un dels grups més nombrós de bacteris. Aquest fílum inicialment era conegut com a Proteobacteri, tot i això, l'any 2021 el seu nom fou canviat a Pseudomonadota, any en què es van canviar el nom de diversos fílums bacterians. Aquest fílum inclou una gran varietat de patògens com Escherichia, Salmonella, Vibrio, Helicobacter, entre d'altres. Aquest grup es va establir inicialment per anàlisi filogenètic per les seqüències de l'ARN ribosòmic (RNAr).
Inicialment se'l va anomenar Proteobacteria, en referència al Déu grec Proteus, el qual podia canviar de forma i descrivia de la gran diversitat de morfologies que podem trobar en els diferents gèneres d'aquest fílum. Posteriorment, l'any 2021, la International Committee on Systematics of Prokaryotes va decidir incloure el rang de fílum dins de la International Code of Nomenclature of Prokaryotes, el qual va suposar un canvi en el nom de 42 fílums, i aquest va passar a anomenar-se Pseudomonadota.
Tots els proteobacteris són gram-negatius. Molts es mouen utilitzant flagels, però els que no en tenen es mouen mitjançant lliscament bacterial. Entre aquests últims hi ha els mixobacteris, un grup de bacteris que es caracteritzen pel fet que es poden agrupar formant cossos fructífers.
Tenen diferents tipus de metabolisme. La majoria dels proteobacteris són anaerobis facultatius o obligats i heteròtrofs però hi ha moltes excepcions. Hi ha dos grups de proteobacteris que realitzen la fotosíntesi: 
- Els bacteris vermells del sofre: utilitzen sofre o sulfur d'hidrogen com a donador d'electrons.
- Els bacteris vermells no del sofre: utilitzen l'hidrogen com a font d'electrons.

Els proteobacteris inclouen molts bacteris responsables de la fixació del nitrogen.
Es divideixen en cinc grups que s'anomenen segons les lletres gregues de l'alfa a la epsilon. L'últim i sisè grup descobert ha estat anomenat el grup dels zetaproteobacteris:
|  | Zetaproteobacteria                                                         |
|  |                                                                            |
|  | \| \| Gammaproteobacteria \| \| \| \| \| \| Betaproteobacteria \| \| \| \| |
|  |                                                                            |
|  | Gammaproteobacteria                                                        |
|  |                                                                            |
|  | Betaproteobacteria                                                         |
|  |                                                                            |

|  | Gammaproteobacteria |
|  |                     |
|  | Betaproteobacteria  |
|  |                     |

|  | Zetaproteobacteria                                                         |
|  |                                                                            |
|  | \| \| Gammaproteobacteria \| \| \| \| \| \| Betaproteobacteria \| \| \| \| |
|  |                                                                            |
|  | Gammaproteobacteria                                                        |
|  |                                                                            |
|  | Betaproteobacteria                                                         |
|  |                                                                            |

|  | Gammaproteobacteria |
|  |                     |
|  | Betaproteobacteria  |
|  |                     |

|  | Zetaproteobacteria                                                         |
|  |                                                                            |
|  | \| \| Gammaproteobacteria \| \| \| \| \| \| Betaproteobacteria \| \| \| \| |
|  |                                                                            |
|  | Gammaproteobacteria                                                        |
|  |                                                                            |
|  | Betaproteobacteria                                                         |
|  |                                                                            |

|  | Gammaproteobacteria |
|  |                     |
|  | Betaproteobacteria  |
|  |                     |

|  | Zetaproteobacteria                                                         |
|  |                                                                            |
|  | \| \| Gammaproteobacteria \| \| \| \| \| \| Betaproteobacteria \| \| \| \| |
|  |                                                                            |
|  | Gammaproteobacteria                                                        |
|  |                                                                            |
|  | Betaproteobacteria                                                         |
|  |                                                                            |

|  | Gammaproteobacteria |
|  |                     |
|  | Betaproteobacteria  |
|  |                     |

|  | Zetaproteobacteria                                                         |
|  |                                                                            |
|  | \| \| Gammaproteobacteria \| \| \| \| \| \| Betaproteobacteria \| \| \| \| |
|  |                                                                            |
|  | Gammaproteobacteria                                                        |
|  |                                                                            |
|  | Betaproteobacteria                                                         |
|  |                                                                            |

|  | Gammaproteobacteria |
|  |                     |
|  | Betaproteobacteria  |
|  |                     |

|  | Zetaproteobacteria                                                         |
|  |                                                                            |
|  | \| \| Gammaproteobacteria \| \| \| \| \| \| Betaproteobacteria \| \| \| \| |
|  |                                                                            |
|  | Gammaproteobacteria                                                        |
|  |                                                                            |
|  | Betaproteobacteria                                                         |
|  |                                                                            |

|  | Gammaproteobacteria |
|  |                     |
|  | Betaproteobacteria  |
|  |                     |

|  | Zetaproteobacteria                                                         |
|  |                                                                            |
|  | \| \| Gammaproteobacteria \| \| \| \| \| \| Betaproteobacteria \| \| \| \| |
|  |                                                                            |
|  | Gammaproteobacteria                                                        |
|  |                                                                            |
|  | Betaproteobacteria                                                         |
|  |                                                                            |

|  | Gammaproteobacteria |
|  |                     |
|  | Betaproteobacteria  |
|  |                     |

|  | Zetaproteobacteria                                                         |
|  |                                                                            |
|  | \| \| Gammaproteobacteria \| \| \| \| \| \| Betaproteobacteria \| \| \| \| |
|  |                                                                            |
|  | Gammaproteobacteria                                                        |
|  |                                                                            |
|  | Betaproteobacteria                                                         |
|  |                                                                            |

|  | Gammaproteobacteria |
|  |                     |
|  | Betaproteobacteria  |
|  |                     |

|  | Zetaproteobacteria                                                         |
|  |                                                                            |
|  | \| \| Gammaproteobacteria \| \| \| \| \| \| Betaproteobacteria \| \| \| \| |
|  |                                                                            |
|  | Gammaproteobacteria                                                        |
|  |                                                                            |
|  | Betaproteobacteria                                                         |
|  |                                                                            |

|  | Gammaproteobacteria |
|  |                     |
|  | Betaproteobacteria  |
|  |                     |

|  | Zetaproteobacteria                                                         |
|  |                                                                            |
|  | \| \| Gammaproteobacteria \| \| \| \| \| \| Betaproteobacteria \| \| \| \| |
|  |                                                                            |
|  | Gammaproteobacteria                                                        |
|  |                                                                            |
|  | Betaproteobacteria                                                         |
|  |                                                                            |

|  | Gammaproteobacteria |
|  |                     |
|  | Betaproteobacteria  |
|  |                     |

|  | Zetaproteobacteria                                                         |
|  |                                                                            |
|  | \| \| Gammaproteobacteria \| \| \| \| \| \| Betaproteobacteria \| \| \| \| |
|  |                                                                            |
|  | Gammaproteobacteria                                                        |
|  |                                                                            |
|  | Betaproteobacteria                                                         |
|  |                                                                            |

|  | Gammaproteobacteria |
|  |                     |
|  | Betaproteobacteria  |
|  |                     |

|  | Zetaproteobacteria                                                         |
|  |                                                                            |
|  | \| \| Gammaproteobacteria \| \| \| \| \| \| Betaproteobacteria \| \| \| \| |
|  |                                                                            |
|  | Gammaproteobacteria                                                        |
|  |                                                                            |
|  | Betaproteobacteria                                                         |
|  |                                                                            |

|  | Gammaproteobacteria |
|  |                     |
|  | Betaproteobacteria  |
|  |                     |

|  | Zetaproteobacteria                                                         |
|  |                                                                            |
|  | \| \| Gammaproteobacteria \| \| \| \| \| \| Betaproteobacteria \| \| \| \| |
|  |                                                                            |
|  | Gammaproteobacteria                                                        |
|  |                                                                            |
|  | Betaproteobacteria                                                         |
|  |                                                                            |

|  | Gammaproteobacteria |
|  |                     |
|  | Betaproteobacteria  |
|  |                     |

|  | Zetaproteobacteria                                                         |
|  |                                                                            |
|  | \| \| Gammaproteobacteria \| \| \| \| \| \| Betaproteobacteria \| \| \| \| |
|  |                                                                            |
|  | Gammaproteobacteria                                                        |
|  |                                                                            |
|  | Betaproteobacteria                                                         |
|  |                                                                            |

|  | Gammaproteobacteria |
|  |                     |
|  | Betaproteobacteria  |
|  |                     |

|  | Zetaproteobacteria                                                         |
|  |                                                                            |
|  | \| \| Gammaproteobacteria \| \| \| \| \| \| Betaproteobacteria \| \| \| \| |
|  |                                                                            |
|  | Gammaproteobacteria                                                        |
|  |                                                                            |
|  | Betaproteobacteria                                                         |
|  |                                                                            |

|  | Gammaproteobacteria |
|  |                     |
|  | Betaproteobacteria  |
|  |                     |

|  | Zetaproteobacteria                                                         |
|  |                                                                            |
|  | \| \| Gammaproteobacteria \| \| \| \| \| \| Betaproteobacteria \| \| \| \| |
|  |                                                                            |
|  | Gammaproteobacteria                                                        |
|  |                                                                            |
|  | Betaproteobacteria                                                         |
|  |                                                                            |

|  | Gammaproteobacteria |
|  |                     |
|  | Betaproteobacteria  |
|  |                     |